# 크리스티안 뵈른스
크리스티안 뵈른스(독일어: Christian Wörns 크리스티안 뵈언스[*], 1972년 5월 10일 ~ )는 독일의 은퇴한 축구 선수로, 현역 시절 스위퍼로 활약하였다. 뵈른스는 그의 세대에 있어서 가장 우수한 독일의 수비수이자, 최고의 센터백으로 손꼽혔다. 그는 SV 발트호프 만하임에서 데뷔하였으나, 대부분의 선수생활을 바이어 04 레버쿠젠과 보루시아 도르트문트에서 보냈다. 그 외에도 한 시즌간 파리 생제르맹 FC에서도 활약한 적이 있다.

## 경력

### 클럽 경력
뵈른스는 17세 3개월 30일의 나이에 SV 발트호프 만하임 소속으로 분데스리가에 데뷔하였고, 당시 그는 4번째로 젊은 데뷔 선수로 기록되었다. 그는 첫 시즌에 18경기 출장하였고, 그 다음시즌에는 2 분데스리가 34경기에 출장하였다.
그 다음해, 그는 바이어 04 레버쿠젠으로 이적하였다. 뵈른스는 거의 10년간 수비의 중심으로 역할하였고, 스위퍼 옌스 노보트니, 마르쿠스 하페와 함께 팀 수비의 주축이 되었다.
1998년, 그는 프랑스의 파리 생제르망 FC로 이적하며 해외 리그에서도 활동하였다. 그러나 정착에 실패한 그는 한시즌만에 보루시아 도르트문트로 이적하였다. 그는 그곳에서 2008년에 은퇴하기 전까지 활약하였다.

### 국가대표팀 경력
뵈른스는 국가대표팀 소속으로 66경기에 출장하였으나, 득점기록은 없다.
- UEFA 유로 1996: 시즌 이후에 생긴 부상으로 인해 뵈언스는 독일의 유로 1996 우승 멤버에 이름을 올리지 못하였다.
- 1998년 FIFA 월드컵: 독일 국가대표팀 내 최고의 선수로 평가되었다. 뵈른스는 크로아티아와의 8강전에서 40분에 다보르 슈케르를 상대로 거친 태클을 걸기 전까지 안정적인 활약을 펼쳤다. 로타어 마테우스의 백패스를 가로챈 슈케르는 독일 수비를 파고들며 문전에 접근하였다. 이 위험을 늦게 알아챈 뵈른스는 슈케르에 태클을 걸었고, 슈케르는 그라운드에 몇차례 구르며 넘어졌다. 그는 완벽한 골찬스를 방해함에 따라 노르웨이 출신 주심 루네 페데르센은 뵈른스에게 즉시 퇴장 명령을 내렸고, 그의 퇴장에 충격을 받은 독일은 크로아티아에 0-3 참패를 당하였다.
- 2002년 FIFA 월드컵: 뵈른스는 또다시 부상을 당하였고, 대회에 준우승을 거둔 독일 스쿼드의 최종 엔트리에 낙마하였다.
- UEFA 유로 2004: 그는 네덜란드전과 라트비아전에서 훌륭한 활약을 펼쳤으나, 독일의 조별 리그 탈락을 막지 못하였다.
- 위르겐 클린스만이 2006년 FIFA 월드컵을 앞두고 발표한 22인 스쿼드에서, 34세였던 뵈른스는 백업 스쿼드에 포함되는데 그쳤다. 그 결정은 뵈른스가 부당하다는 인터뷰를 하도록 하였다. 그는 클린스만에게 인터뷰에서 폭언을 한 것에 대해 독일 축구 연맹은 뵈른스에게 중징계를 내렸고, 그는 더 이상 아들러 마크를 달 수 없게 되었다. 비슷한 일이 울리 슈타인(1986년 FIFA 월드컵 도중)과, 슈테판 에펜베르크(1994년 FIFA 월드컵 도중)에게도 있었다.

## 수상
바이어 04 레버쿠젠
- DFB-포칼
  - 우승: 1992–93
- 분데스리가
  - 준우승: 1996–97

파리 생제르맹 FC
- 트로페 데 샹피옹
  - 우승: 1998

보루시아 도르트문트
- 분데스리가
  - 우승: 2001–02

독일 축구 국가대표팀
- UEFA 유로 1992 준우승